# A Place to Call Home
 (mars 2017).
Si vous disposez d'ouvrages ou d'articles de référence ou si vous connaissez des sites web de qualité traitant du thème abordé ici, merci de compléter l'article en donnant les références utiles à sa vérifiabilité et en les liant à la section « Notes et références ».
Albums de Joey Tempest
Azalea Place
(1997)
Singles
1. A Place to Call Home
Sortie : 17 avril 1995
2. Under the Influence
Sortie : 2 octobre 1995
3. We Come Alive
Sortie : 20 avril 1995
4. Don't Go Changin' on Me
Sortie : 1995

A Place to Call Home est le premier album solo du chanteur et musicien suédois Joey Tempest, ancien membre du groupe de hard rock Europe. Sorti le 20 avril 1995, il se distingue, dans le son, des productions d'Europe.

## Présentation
À son sujet, Tempest déclare, lors d'un entretien « J'ai besoin de changer du son d'Europe » et « Je voulais prouver à moi-même en tant que chanteur / auteur bien sûr, mais pour moi il est plus d'un voyage pour en apprendre davantage sur la musique. Je suis allé voir beaucoup de nouveaux jeunes artistes, je me suis inspiré de Van Morrison et de Bob Dylan ».
John Norum, le guitariste d'Europe, fait une apparition dans la chanson Right to Respect, comme l'a fait Joey Tempest trois ans auparavant sur Face the Truth, le deuxième album solo de John Norum, dans la chanson We Will Be Strong, chantée en duo par Joey Tempest et John Norum.

## Liste des titres
Toutes les chansons sont écrites et composées par Joey Tempest.
| 1.    | We Come Alive                         | 4:49 |
| 2.    | Under the Influence                   | 4:42 |
| 3.    | A Place to Call Home                  | 3:42 |
| 4.    | Pleasure and Pain                     | 3:55 |
| 5.    | Elsewhere                             | 3:57 |
| 6.    | Lord of the Manor                     | 3:46 |
| 7.    | Don't Go Changin' on Me               | 3:28 |
| 8.    | Harder to Leave a Friend Than a Lover | 3:49 |
| 9.    | Right to Respect                      | 2:50 |
| 10.   | Always a Friend of Mine               | 4:02 |
| 11.   | How Come You're Not Dead Yet?         | 4:31 |
| 12.   | For My Country                        | 3:56 |
| 47:27 |                                       |      |

| Titre bonus - Edition Japon | Titre bonus - Edition Japon                  | Titre bonus - Edition Japon | Titre bonus - Edition Japon | Titre bonus - Edition Japon | Titre bonus - Edition Japon | Titre bonus - Edition Japon | Titre bonus - Edition Japon | Titre bonus - Edition Japon | Titre bonus - Edition Japon |
| No                          | Titre                                        | Durée                       |                             |                             |                             |                             |                             |                             |                             |
| --------------------------- | -------------------------------------------- | --------------------------- | --------------------------- | --------------------------- | --------------------------- | --------------------------- | --------------------------- | --------------------------- | --------------------------- |
| 13.                         | A Place to Call Home (Live acoustic version) | 4:08                        |                             |                             |                             |                             |                             |                             |                             |
| 51:35                       |                                              |                             |                             |                             |                             |                             |                             |                             |                             |

## Crédits

### Membres du groupe
- Joey Tempest : chant lead, guitares
- Jonas Isacsson, Staffan Astner, Jesper Lindberg, John Norum : guitares
- Dan Sundquist : guitares, basse, piano
- Svante Henryson, Sven Lindvall : basse
- Mats Asplen : orgue
- Nicci Wallin, Per Lindvall, Christer Jansson : batterie[4]

### Équipes technique et production
- Dan Sundqvist : producteur, arrangements
- Alar Suuma : mixage
- Pontus Olsson : mixiage (titres 3, 7), ingénieur
- Nick Hopkins : ingénieur
- Robert Wellerfors : mastering
- Dan Håfström : assistant de production
- Joel Berg : direction artistique
- John Scarisbrick, Per Zennström : photographie